# Rtić
Rtić est une localité de Croatie située dans la municipalité de Vrbovsko, comitat de Primorje-Gorski Kotar. En 2001, la localité comptait 4 habitants.

## Démographie
| 1948 | 1953 | 1961 | 1971 | 1981 | 1991 | 2001 |
| ---- | ---- | ---- | ---- | ---- | ---- | ---- |
| 31   | 28   | 21   | 20   | 8    | 18   | 4    |